# Paco Zas
Francisco Martínez Zas (La Coruña, 9 de julio de 1961), más conocido como Paco Zas, es un exfutbolista y actual empresario gallego. Entre el 28 de mayo de 2019 y el 9 de diciembre del mismo año fue presidente del Deportivo de La Coruña. 

## Trayectoria

### Como futbolista
Comenzó en las categorías inferiores del Deportivo de La Coruña con 13 años, jugando como defensa. Jugó en los equipos infantil y juvenil antes de dar el salto al Fabril, donde jugó entre 1979 y 1983, disputando 124 partidos y marcando 4 goles. En la temporada 1981–82 debutó con el Deportivo de La Coruña en Segunda División, en el partido de la 32ª jornada en la derrota frente al Burgos a domicilio (1–0). Fue su único partido con el primer equipo.
Entre 1983 y 1985 jugó cedido en el Calvo Sotelo CF de Puertollano, donde jugó 21 partidos. Ese año el equipo manchego descendió la Segunda División B. Posteriormente jugó en el Linares CF (1985-1986), antes de fichar por el Bergantiños. En los últimos años colaboró activamente con la Asociación de Veteranos del Deportivo, de la que es vicepresidente.

### Como dirigente
El 2 de octubre de 2013 presentó su candidatura para presidir el Deportivo de La Coruña. Finalmente, el candidato más votado por los accionistas, que fue nombrado presidente del club, fue Tino Fernández.
Después de una racha de malos resultados, el 22 de abril de 2019 el Consejo de Administración encabezado por Tino Fernández presentó su dimisión y convocó elecciones. Paco Zas volvió a presentarse a la elección. El 28 de mayo de 2019 su candidatura fue elegida para presidir el Deportivo de La Coruña, convirtiéndose en el 43.er presidente de la entidad blanquiazul.
| Predecesor: Tino Fernández | Presidente del Deportivo de La Coruña 2019 | Sucesor: Fernando Vidal |